# برن آوت 3: تيك داون
ونشرتها إلكترونيك آرتس لأجهزة بلاي ستيشن 2 وإكس بوكس. وهي اللعبة الثالثة من سلسلة بيرن أوت. أطلقت اللعبة في سبتمبر 2004، وواجهت انتقادات وجماهيرية كبيرة.

## معلومات عامة
- اسم اللعبة:Burnout 3 Takedown
- نوع اللعبة:سيارات/حوادث وسباق
- الشركة الناشرة:EA
- الشركة المصممة:Criterion Studios
- الجهاز:بلاي ستيشن 2 - إكس بوكس - حاسب شخصي
- تاريخ إصدار اللعبة:09/07/2004
- التقاييم العالمية للعبة:94%

## التطورات والتحديثات في اللعبة
في اللعبة أصبح هناك أكثر امور تطويرا من سابق اجزاءها حيث في حال زدت السرعة سوف تلاحظ تغير تعابير الوجه للشخص الذي يقود السيارة في عملية الاصطدام...حقيقة لقد تم تطوير عامل السرعة إلى عامل سرعة جنونية رائعة وخلابة تم تطوير الصوت ضمن السرعة الفائق والاصطدام بسيارة ما سوف يجعل هذا الأمر أكثر حماسا وكأنك تقود سيارة حقيقة..أيضا تم عامل الانفجار والاحتراق في اللعبة وسوف يكون احتراق إجباري للاعبين بحيث سوف يكون التطور الجديد يسمح للحرية الكاملة.أيضا عدم اصطدامك الكثير في اللعبة وتفاديك في مزامير السباق سوف تحصل على ميداليات وترقية أيضا وهذا تطور جديد في اللعبة حيث ان اللعبة سوف تتبع محرك الطابع الجنوني في القيادة أيضا حصولك على الترقية والسباق الخيالي الرائع سوف يكون من خلال سيطرتك وتحكم بالعربة بشكل كبير ورائع هذا كله سوف يؤدي إلى نجاحك في الترقية وبالتالي إلى فتح الكثير من الأشياء الجديدة التي هي عند القائمة الرئيسية هناك بعض الأشياء التي قفلت فعليك ان تفتحها من خلال مهارتك وقوتك في السباق..لقد قامت الشركة بتطوير مزامير السباق التي تتبع نظام السباق العالمة الذي يدعى GPS وأيضا سباق الغابات الرائعة في اللعبة سوف يكون أكثر التشويق في اللعبة بشكل كامل ورائع..سوف يكون في اللعبة ثلاث مناطق رئيسية الشرق الأقصى، أوروبا، والولايات المتحدة الأمريكية وأيضا سوف تكسب من خلال هذه المناطق على الحصول على سيارات أخرى جديدة أنت في البداية سوف تبدأ ببضعة سيارات سلسلة مضغوطة...ولكن من خلال تقدمك في اللعبة وحصولك على الأوسمة والجوائز سوف تحصل على فتح سيارات سباق جديدة أخرى لكي تعمل على قيادتها وهذا أمر ضروري من أجل أن تستطيع أن تنافس السيارات الأخرى فإذا سيارتك كانت ضعيفة فلن يكون هناك فوز ابدا فلذلك لابد لك من التطوير والتقدم في اللعبة والحصول على الأوسمة والجوائز وهذا امر مهم..هناك في اللعبة 67 سيارة حيث تتمدد عبر الميثاق عربة رياضية رائعة وأيضا هناك أنواع ممتازة نشاهدها في واقعنا الحالي لقد تم تطوير سيارات جديدة وتحسين اداؤها بشكل كبير وتم إضافة أكثر من سيارة وتم تطوير جميع مزامير السباق بشكل كبير سوف تلاحظ بأنه لكل سيارة وضعها الخاص في القيادة والتطور والقوة لقد تم تصميم أكثر من عربة في اللعبة...الشاحنة وأيضا الفيراري والبيجو ولاند روفر لكن في النهاية فقط ذكريات في الماضي لكل عربة سوف تبقى في أذهاننا...أيضا تم إضافة الكثير من العوامل الرائعة في حال وتم اصطدام سيارتك سوف تلاحظ بأن هناك خدوش على السيارة وتذهب إلى لبيعها ولكن سوف تخسر أيضا يمكنك أن تقوم على تزين السيارة بشكل رائع لكي تبهر الناس في الطريق ولكن عليك أن تكون قائد محترف في القيادة حتى لايتم تدمير السيارة أو حتى احتراقها ويؤدي إلى خسارتك بشكل كبير....سوف يتم دفع اقل سعر في حال تم احتراق السيارة أو تحطمها.... من تطورات رائعة في اللعبة انك يمكنك أن تقوم بتحقيق أكبر انفجار اتبع هذه الحركة...لكي تقوم في هذا العمل الرائع قم بالسرعة إلى 150 قدم في السرعة وبعد ذلك قم بالضغط على مفتاح المكابح من سوف تلاحظ بأن السيارة بدأت بالدوران الآن اضغط على مفتاح مربع وقم بلف سريع وبعد ذلك اصطدم بالحافلة حقيقة لن اخبركم ماسوف تشاهدونه من انفجار رهيب ورائع حقيقة الأمر غاية في الروعة والخيال الكل سوف يبهر ولكن تحتاج إلى عملية تكتيك ومحاولة حتى تنجح معك..هذا ماسعت إليه الشركة في تطويرها هذه اللعبة الرائعة التي سوف تبهر الكثير من الأشخاص الذي يحبون هذا النوع من الألعاب اللعبة سوف تحمل الكثير من الأمور الرائعة التي سوف تعمل على تعلقنا في اللعبة بشكل كبير حقيقة سوفق تحقق اربعين نقطة من خلال قيامك بهذا العمل الرائع..وأيضا سوف تربح عربات جديدة من خلال قيامك بأعمال العنف والانفجارات وأيضا سوف تحصل على نقاط في حال قمت بعملية التفادي من السيارات أيضا تم تطوير الكثير من حركات الاطارات ومعدن السيارات بشكل تقني عالي...أيضا تم اضافات منافسات جديدة رائعة سوف تبهر الكثير حيث هناك الكثير من المنافسات ضمن اطار بطولة عالمية وأيضا كلما زادت سرعتك دون الاصطدم وانهيت السباق بشكل كامل سوف تحصل على ميدالية ذهبية ولكن ليس عليك تخفيف السرعة والأمر صعب جدا في حصولك على الميدالية قد يتطلب منك هذا الأمر جهود كبيرة واحترف في القيادة حقيقة اللعبة لن تكون سهلة ففي كل منطقة ولكل منافسها له وضعه الخاص الذي سوف تدخل فيه التحدي الكبير..أيضا عليك بالتركيز على المسار حيث تم تطوير مسارات السباق بشكل رائع وتقني والقيادة بخبرة كبيرة سوف تلاحظ تقشط في الجدران وأنت تسير بسرعة كبيرة أو عن طريق دوران السيارة سوف تفقد الثواني من الساعة والفرص وهذا أحد سلبيات هذا الأمر فأي خسارة محتملة سوف يخسرك النقاط الكثيرة والترقية أيضا فلذلك لابد لك من التمتع بالمهارة الفائقة والسرعة أيضا..حقيقة اللعبة حملت الكثير من طياتها وامورها التطويرية الرائعة والرائدة لقد اكتسبت شهرة كبيرة وخاصة ان نظام السباق حقيقة ورائع وجنوني حقيقة سوف تأخذك اللعبة في عالم السرعة والجنون سوف تعطيك كل المهارة والتقنية في عملية احتراق السيارة وتدمير بعضها والقيام بعملية التفادي والانفجار كل هذا سوف يعطي قفزة نوعية رائعة للعبة ان حماس اللعبة سوف يحعلها الأولى في العاب السيارات وسيارتها وتقنياتها في كل شيء لن ينزل من تقديراتها وجمالية اللعب فيها ابدا...

## متعدد اللاعب الطور الجماعي والانترنت في اللعبة
متعدد اللاعب الغير متصل بالإنترنت سيزونا هذا الطور في ثلاثين سيارة بحيث سوف يكون ذو شاشتين يمكنك أن تنافس صديقك وترى أين وصل حيث هنام انماط كثيرة متعددة في اللعبة سباق الوقت وأيضا المشاجرات العنيفة والطرق والتحطيم كل هذا سوف يكون متوفر في المنافسة بينك وبين الشخص الذي تلعب معه..أيضا يمكنك من خلال المنافسات ان تقوم بعملية فتح المسارات وكل شيء في اللعبة سوف يكون رائع في فتح مثل هذه الأمور وخاصة الفوز هو السبيل في تحقيق ماتنوب إليه..نعم ان عملية عدم الاتصال بالإنترنت ومنافسة الأصدقاء عملية مثيرة جدا ومعيارية ولايحمل هذه التقنية في هذا المجال سوى جهازي السوني 2 وأيضا الأكس بوكس كما أنه يمكنك أن تلعب مع خمس اصدقاء ضمن منافسة كبيرة وبطولية حقيقة سوف تعمل اللعبة الكثير من المفاجآت الرائعة والغنية عن التعريف وطبعا خمسة اصدقاء تنافسهم وأنت السادس وهذا أمر رائع ان تشترك في بطولة كبيرة ومنافسة رائعة تبهر فيها قوتك امام اصدقائق وأيضا يمكنك أن تلعب سبعة وثمانية حقيقة موضوع التنافس موضوع هام ومثير بشكل كبير حقيقة لن تكتفي الشركة ابدا في هذا ولكنها قامت بوضعية التنافس البطولي الذي يمنحك ان تكون الأول بين فريق وتكسب الميدالية الذهبية أو حتى تحصل على الكأس حقيقة امر رائع وجميل في هذه اللعبة روح التنافس الجماعي سوف يخلق انطباعاً رائع عن اللعبة والحماس الزائد وكثير من الشركات تركز على الطور الجماعي لما فيه من حماس وتحدي وتنافس واعتقد انه وجود مثل هذا الطور سوف يجعل مبيعات هذه الألعاب كبيرة جدا وتحقيق نجاح كبير وخاصة إذا كانت اللعبة لها باع طويل ومشهورة...أيضا في مجال الإنترنت قامت الشركة بإضافة عنصر هام للأشخاص الذين يحبون التنافس عن طريق الإنترنت فقط حققت الشركة نجاح كبير في تحديات وتنافسات كبيرة مع منهم يحلمون الخبرة والكفآة في مجال القيادة الجنونية حقيقة امر رائع ان تقوم بدعوة أحد اصدقائق في الخارج وتقوم بالتحدي له سوف يكون الأمر غاية في الأهمية والروعة والحماس...

## الجرافيكس والكاميرا في اللعبة
حقيقة المحرك الرسومي قد فاق التصورات فقد عملت على الشركة على وضع تصاميم رائعة للسيارات واللعبة بأحدث دقة وتصميم عالي على ايدي خبراء فنيين ورسامين موهوبين وأيضا الخبرة على برمجة هذه الأمور على الحاسب وجعلها متحركة لها عملية الاثارة في ذلك في الحقيقة لقد ركزت الشركة على تصاميم المناطق والمزامير في اللعبة وأيضا على تصاميم السيارات بشكل كبير مما سوف يجعل للعبة طابع مثير وحماسي جيد..أيضا لم تنس الشركة عملية الغروب والجبل والأشجار كل هذا اختارته بعناية فائق ودقة متناهية حقيقة الشركة قامت بأعمال كبيرة ورائعة في مجال الرسوم التي تبهر الأبصار وتجعل لنا حكاية الواقع الخلاب.
أيضا الكاميرا والتصوير كل هذا تم اختيار التصوير بشكل رائع حيث سوف تلاحظ بأن هناك تعدد لعملية التصوير خلف السيارة مقدمة السيارة داخل السيارة جوانب السيارة الطريق كل هذا سوف تلاحظه من خلال تفاعل الكاميرا من المحركات المثيرة التي سة ف تحصل في اللعبة حقيقة امر رائع قد تطرقت له الشركة في مجال عملية التصوير الاتوماتيكي بشكل كبير وهذا ماسوف يلفت الانظار ويعطي جمالية كبيرة وخاصة التأثير في حال اصطدام السيارة سوف تلاحظ بأن عملية التصوير امر رائع وجميل سوف يأخذك في عملية الحقيقة الرائعة التي سوف تجرفتا بمواهب هذه التصوير الممتاز والدقيق...

## المؤثرات الصوتيةوالموسيقى التصويرية في اللعبة
لقد ارتدت اللعبة ثوب المحترف DOLBY الذي لديه لمسات سحرية في تصاميم الأصوات وإخراجها بشكل فني وتكتيكي لامع لقد حققت اللعبة الكثير من الأمور السمعية الرائعة التي سوفق تنقلك إلى الواقع الرائع الذي نسمعه في حياتنا التي نعيشها حيث اصوات سير السيارات المكابح التي سوف نسمع صوت عجلات السيارة بصوت مزعج الاصطدام الحوادث الموسيقى الرائعة كل هذا سوف نسمعه بشكل حي وواقي وكأننا نشاهد سباق حقيقي لم يسبق أن شاهدناه حقيقة أمر رائع أن ترسم هذه اللعبة صورة خلابة حقيقية تجعل في محركها الاثارة والجمالية في كل شيء حقيقة...

## عمر اللعبة
حقيقة عمر اللعبة طويل جدا سوف يأخذك إلى الكثير من البطولات الرائعة التي سوف تشهدها كما أنك سوف تشهد التحديات والتنافس الكبير بين اللاعبون سوف يأخذ معك وقت طويل حتى تعمل على انهاء هذه اللعبة بكافة بطولاتها واظهارها كل اشياءها السرية المختلفة...
اضغط على الصورة لتكبيرها:

## نتيجة المراجعة
- الرسم:

9.3/10
لقد تم اختيار الجرافيكس بعناية فائقة وتم تصميم جميع المناطق والسيارات ومزامير السباق بدقة متناهية وأيضا الأماكن الجميلة الجبل والأشجار كل هذا تم تصميمه بدقة متناهية إلا أن نسخة الاكس بوكس تبقى أكثر نقاوة وصفاء
- عمر اللعبة

9/10
اللعبة طويلة وقد تأخذ منك أشهر وايام متعددة وخاصة في سبيل الحصول على البطولات والأوسمة وفتح المزامير كل هذا سوف يأخذ معك وقت طويل ولكن اللعبة تستحق حيث يوجد
- الأصوات

9/10
حقيقة أيضا تم اختيار الموسيقى على ايدي اشخاص موهبون لديهم باع طويل في الإخراج الصوتي ولقد تم ربط الكثير من الأمور في اللعبة بشكل كبير ورائع وخاصة اصوات السرعة
- التسلية

9.1/10
حقيقة عامل التسلية في اللعبة عامل رائع وممتاز ومثير وغير ممل سوف يأخذك لساعات طويلة في اللعب دون ملل حقيقة تم اختيار عامل التسلية في هذه اللعبة بشكل أساسي وخاصة موضوع
- المجموع

9.1/10